# Pro Tahiti
La Pro Tahiti, talvolta indicata come Pro Teahupo'o, è una competizione di surf indetta dalla World Surf League (WSL) e facente parte del WSL Championship Tour maschile. La gara si svolge annualmente, solitamente per una settimana tra maggio e ottobre, a partire dal 1998, fino ad oggi continuativamente, e si tiene presso il villaggio tahitiano di Teahupo'o, nella Polinesia francese. L'edizione femminile della Pro Tahiti è stata disputata dal 1998 al 2006, quando è stata sospesa per ragioni di sicurezza nonostante la contrarietà di alcune tra le surfiste più famose del panorama professionistico del tempo, ed è stata poi reintrodotta a partire dal 2022.
Sin dalla sua istituzione, questo torneo è stato indicato come uno dei tornei con le onde più grandi al mondo, nonché come uno dei più pericolosi.

## Il sito

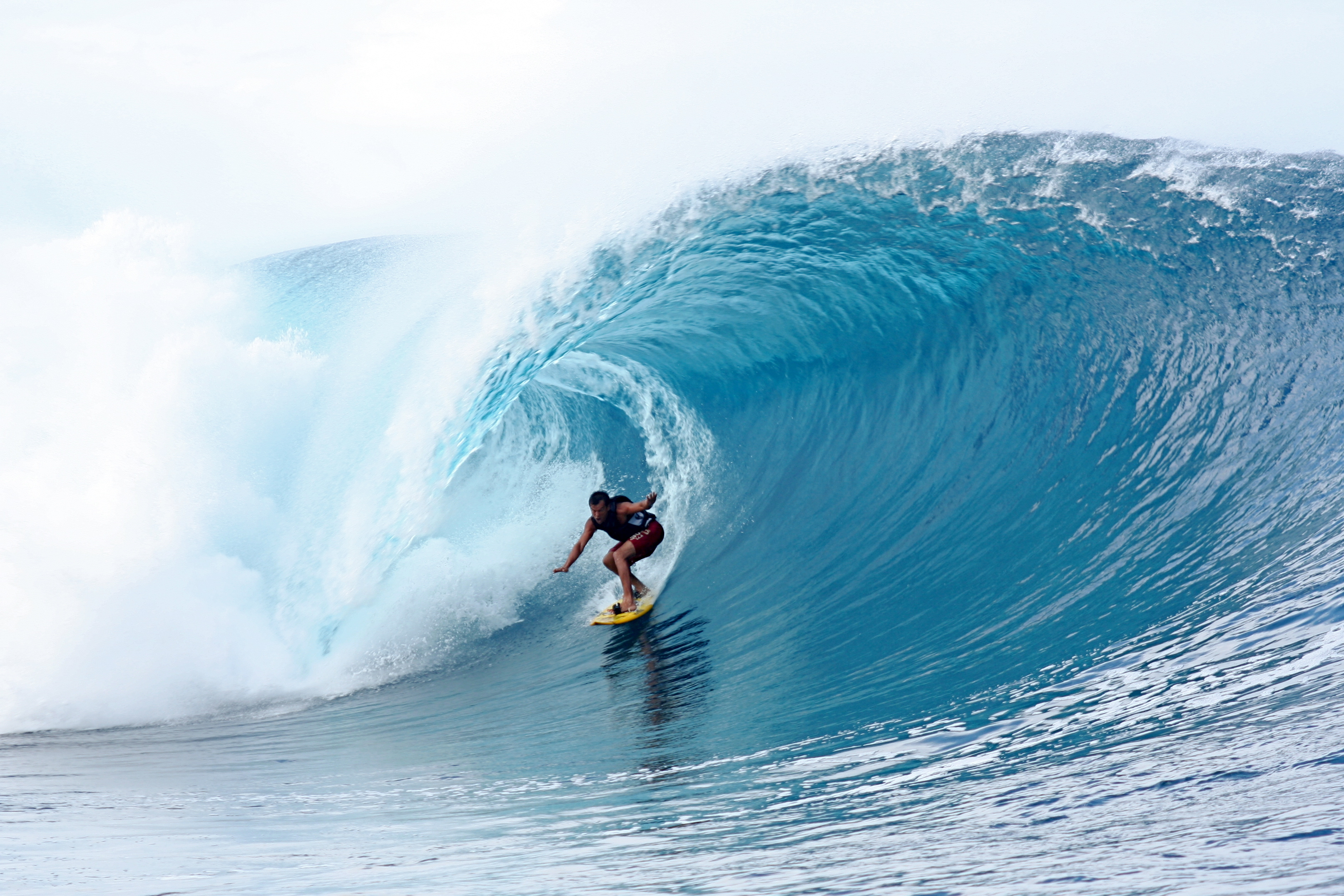
La cavalcata di un tunnel nel sito di Teahupo'o.

La fama di Teahupo'o tra i surfisti di tutto il mondo è dovuta alla forma unica di questo sito. Qui è infatti presente una barriera corallina molto ripida che arriva a soli 50 cm dalla superficie dell'acqua portando alla formazione di enormi frangenti. La forma unica delle onde che si creano qui è dovuta proprio alla forma semicircolare della barriera corallina posta sotto di esse, la quale, precipitando in maniera repentina verso il fondale, crea profonde onde la cui base è posta a una quota inferiore al livello del mare, cosa che non accade in nessun altro sito conosciuto. Le onde risultanti dall'urto delle masse d'acqua contro la barriera, onde che di sovente hanno una cresta tanto spessa quanto l'altezza dell'onda stessa, si piegano e corrono lungo la barriera chiusa formando tunnel tanto spettacolari quanto difficili e pericolosi da calvacare. Gli enormi frangenti assieme alla vicinanza alla superficie della suddetta barriera possono essere causa di infortuni ai surfisti e talvolta, cosa sinora accaduta solo al di fuori del torneo Pro Tahiti, della loro morte.

## Sponsorizzazioni
La prima gara professionistica si tenne e Teahupo'o nel 1997 con il nome di Black Pearl Horue Pro. Essa faceva parte delle gare di qualificazione al tour mondiale della ASP e solo dal 1998 questa competizione entrò a far parte di quelle valevoli per la vittoria del campionato mondiale della federazione. Negli anni la gara ha cambiato nome diverse volte a seconda dello sponsor. Iniziata nel 1998 come Gotcha Pro Tahiti, in quanto sponsorizzata dall'azienda di abbigliamento sportivo Gotcha, a partire dal 2001 e fino al 2017 la competizione è stata sponsorizzata dalla Billabong, cambiando nome dapprima in Billabong Pro Tahiti e poi in Billabong Pro Teahupo'o. L'edizione del 2018 si è semplicemente chiamata Tahiti Pro Teahupo'o.

## Albo dei vincitori della gara maschile
| Anno                    | Vincitore            | Nazione              | Punteggio            | Secondo classificato | Nazione              | Punteggio            | Montepremi           |
| Tahiti Pro Teahupo'o    | Tahiti Pro Teahupo'o | Tahiti Pro Teahupo'o | Tahiti Pro Teahupo'o | Tahiti Pro Teahupo'o | Tahiti Pro Teahupo'o | Tahiti Pro Teahupo'o | Tahiti Pro Teahupo'o |
| ----------------------- | -------------------- | -------------------- | -------------------- | -------------------- | -------------------- | -------------------- | -------------------- |
| 2022                    | Miguel Pupo          | Brasile              | 17,17                | Kauli Vaast          | Francia              | 15,00                |                      |
| 2019                    | Owen Wright          | Australia            | 17,07                | Gabriel Medina       | Brasile              | 14,93                |                      |
| 2018                    | Gabriel Medina       | Brasile              | 13,50                | Owen Wright          | Australia            | 12,07                |                      |
| Billabong Pro Teahupo'o |                      |                      |                      |                      |                      |                      |                      |
| 2017                    | Julian Wilson        | Australia            | 18,96                | Gabriel Medina       | Brasile              | 17,87                |                      |
| 2016                    | Kelly Slater         | Stati Uniti          | 19,67                | John John Florence   | Hawaii               | 15,23                |                      |
| 2015                    | Jeremy Flores        | Francia              | 16,87                | Gabriel Medina       | Brasile              | 13,20                |                      |
| 2014                    | Gabriel Medina       | Brasile              | 18,96                | Kelly Slater         | Stati Uniti          | 18,93                | 500.000 $            |
| 2013                    | Adrian Buchan        | Australia            | 18,94                | Kelly Slater         | Stati Uniti          | 17,90                | 425.000 $            |
| 2012                    | Mick Fanning         | Australia            | 18,87                | Joel Parkinson       | Australia            | 18,37                | 425.000 $            |
| 2011                    | Kelly Slater         | Stati Uniti          | 18,43                | Owen Wright          | Australia            | 17,10                | 425.000 $            |
| 2010                    | Andy Irons           | Hawaii               | 14,67                | C. J. Hobgood        | Stati Uniti          | 8,33                 | 400.000 $            |
| 2009                    | Bobby Martinez       | Stati Uniti          | 18,46                | Taj Burrow           | Australia            | 16,10                | 340.000 $            |
| 2008                    | Bruno Santos         | Brasile              | 9,16                 | Manoa Drollet        | Polinesia francese   | 6,83                 | 320.000 $            |
| 2007                    | Damien Hobgood       | Stati Uniti          | 16,60                | Mick Fanning         | Australia            | 16,20                | 300.000 $            |
| 2006                    | Bobby Martinez       | Stati Uniti          | 16,27                | Fred Patacchia       | Hawaii               | 16,07                | 280.000 $            |
| 2005                    | Kelly Slater         | Stati Uniti          | 20,00                | Damien Hobgood       | Stati Uniti          | 17,50                | 270.000 $            |
| 2004                    | C. J. Hobgood        | Stati Uniti          | 16,66                | Nathan Hedge         | Australia            | 8,67                 | 260.000 $            |
| 2003                    | Kelly Slater         | Stati Uniti          | 19,57                | Taj Burrow           | Australia            | 14,83                | 250.000 $            |
| 2002                    | Andy Irons           | Hawaii               | 22,65                | Luke Egan            | Australia            | 20,50                | 250.000 $            |
| 2001                    | Cory Lopez           | Stati Uniti          | 25,05                | C. J. Hobgood        | Stati Uniti          | 23,85                | 250.000 $            |
| Gotcha Pro Tahiti       |                      |                      |                      |                      |                      |                      |                      |
| 2000                    | Kelly Slater         | Stati Uniti          | 25,55                | Shane Dorian         | Stati Uniti          | 20,25                | 135.600 $            |
| 1999                    | Mark Occhilupo       | Australia            | 14,50                | C. J. Hobgood        | Stati Uniti          | 9,50                 | 120.600 $            |
| 1998                    | Koby Abberton        | Australia            |                      | Conan Hayes          | Hawaii               |                      |                      |
| Black Pearl Horue Pro   |                      |                      |                      |                      |                      |                      |                      |
| 1997                    | Andy Irons           | Hawaii               |                      | Pancho Sullivan      | Hawaii               |                      |                      |

## Andy Irons Commitment Award
Nel 2011 è stato istituito un premio, l'Andy Irons Commitment Award, destinato al surfista che ha mostrato più passione e spirito di intraprendenza durante la competizione. Il premio deve il suo nome a quello di Andy Irons, il vincitore della prima gara professionistica svolta a Teahupo'o, considerato tra l'altro uno dei migliori interpreti di questo sito. Dopo l'abbandono della Billabong, ritiratasi dalla sponsorizzazione dopo la manifestazione del 2017, il premio è stato cancellato.

Di seguito l'albo dei vicintori: 
| Anno | Vincitore          | Nazione     |
| ---- | ------------------ | ----------- |
| 2017 | John John Florence | Hawaii      |
| 2016 | Kelly Slater       | Stati Uniti |
| 2015 | C. J. Hobgood      | Stati Uniti |
| 2014 | Owen Wright        | Australia   |
| 2013 | John John Florence | Hawaii      |
| 2012 | Ricardo dos Santos | Brasile     |
| 2011 | Jérémy Florès      | Francia     |

## Albo delle vincitrici della gara femminile
| Anno                 | Vincitore            | Nazione              | Punteggio            | Secondo classificato | Nazione              | Punteggio            | Montepremi           |
| Billabong Pro Tahiti | Billabong Pro Tahiti | Billabong Pro Tahiti | Billabong Pro Tahiti | Billabong Pro Tahiti | Billabong Pro Tahiti | Billabong Pro Tahiti | Billabong Pro Tahiti |
| -------------------- | -------------------- | -------------------- | -------------------- | -------------------- | -------------------- | -------------------- | -------------------- |
| 2022                 | Courtney Conlogue    | Stati Uniti          | 11,67                | Brisa Hennessy       | Costa Rica           | 5,20                 |                      |
| 2006                 | Melanie Redman-Carr  | Australia            | 13,50                | Chelsea Hedges       | Australia            | 10,44                |                      |
| 2005                 | Chelsea Hedges       | Australia            | 14,00                | Melanie Redman-Carr  | Australia            | 10,50                |                      |
| 2004                 | Sofía Mulánovich     | Perù                 | 14,23                | Rochelle Ballard     | Hawaii               | 13,50                |                      |
| 2003                 | Keala Kennelly       | Hawaii               | 9,83                 | Rochelle Ballard     | Hawaii               | 7,84                 |                      |
| 2002                 | Keala Kennelly       | Hawaii               | 22,90                | Layne Beachley       | Australia            | 11,60                |                      |
| 2001                 | Layne Beachley       | Australia            | 16,75                | Rochelle Ballard     | Hawaii               | 12,90                |                      |
| Gallaz Women's Pro   |                      |                      |                      |                      |                      |                      |                      |
| 2000                 | Keala Kennelly       | Hawaii               | 12,90                | Serena Brooke        | Australia            | 8,45                 |                      |
| Gotcha Pro Tahiti    |                      |                      |                      |                      |                      |                      |                      |
| 1999                 | Kate Skarratt        | Australia            | 21,50                | Melanie Redman-Carr  | Australia            | 16,45                |                      |
| 1998                 | Keala Kennelly       | Hawaii               |                      |                      |                      |                      |                      |